# Бамланівімаб
Бамланівімаб (англ. Bamlanivimab), інша назва LY-CoV555— людське моноклональне антитіло, яке розроблено компаніями «AbCellera Biologics» та «Eli Lilly and Company», та досліджується для лікування коронавірусної хвороби 2019. Бамланівімаб у листопаді 2020 року отримав екстрене схвалення до застосування від FDA, і в грудні 2020 року уряд США закупив 950 тисяч доз препарату. У квітні 2021 року екстрене схвалення препарату було скасовано.
Бамланівімаб є IgG1 моноклональним антитілом, спрямованим проти білків шиповидних відростків оболонки вірусу SARS-CoV-2. Механізм його дії полягає у блокуванні прикріплення вірусу до мембрани клітини, що унеможливлює потрапляння SARS-CoV-2 в клітини людини, що нейтралізовує дію вірусу, та сприяє запобіганню розвитку та лікуванню COVID-19. Препарат розроблений у співпраці компаній «AbCellera Biologics» та «Eli Lilly and Company» у процесі розробки нових препаратів для лікування коронавірусної хвороби. Бамланівімаб застосовується також у складі комбінованого препарату бамланівімаб/етезевімаб, що отримав схвалення для екстреного застосування від FDA.

## Клінічні дослідження
Ефективність бамланівімабу вивчалась у кількох клінічних дослідженнях. Хоча деякі початкові результати цих досліджень здавались перспективними, подальші результати не виявили жодних клінічно значущих переваг препарату.

### Дослідження на тваринах
Початково досліджувалася дія бамланівімабу на макаках резус. Введення препарату зменшило реплікацію SARS-CoV-2 у верхніх та нижніх дихальних шляхах мавп. Згідно цих результатів досліджень, проведених на приматах, розпочались кілька клінічних досліджень препарату на людях.

### Дослідження на людях

#### Дослідження BLAZE-1
У дослідженні BLAZE-1 (Blocking Viral Attachment and Cell Entry), спонсором якого виступила компанія «Eli Lilly and Company», досліджувалась ефективність препарату на людях. Препарат досліджувався на хворих, які не потребували госпіталізації. Хоча проміжний аналіз і показав зменшення кількості відвідувань лікувального закладу та госпіталізацій, ця різниця в остаточному аналізі не була статистично значущою.

#### Дослідження ACTIV-2
Дослідження ACTIV-2, спонсором якого виступив Національний інститут охорони здоров'я США, вивчає ефективність застосування бамланівімабу для лікування коронавірусної хвороби в амбулаторних умовах. Дослідження ще триває, і його результати поки що не опубліковані.

#### Дослідження ACTIV-3
У цьому дослідженні вивчалась ефективність бамланівімабу у госпіталізованих пацієнтів з COVID-19 без важких захворювань (зокрема, пошкодження життєво важливих органів); на той час ці хворі також отримували стандартне лікування, включаючи симптоматичне лікування, ремдесивір, кисневу терапію та дексаметазон, згідно протоколу лікування. Дослідження було припинено достроково у зв'язку з негативними результатами; оскільки не підтверджено, що бамланівімаб у довгостроковій перспективі (90 днів) не пришвидшує повне одужання, і не змінює легеневу функцію. Дослідження фінансувалось коштами програми «Operation Warp Speed».

## Схвалення препарату
7 жовтня 2020 року компанія «Eli Lilly and Company» подала запит на отримання дозволу на екстрене використання бамланівімаб до FDA як монотерапії препаратом у хворих із підвищеним ризиком розвитку важкої форми COVID-19, у яких діагностовано COVID-19 легкого та середнього ступеня. Цей запид подано переважно на основі проміжних результатів клінічного дослідження BLAZE-1, що показують можливу користь препарату. Проте дані подальших досліджень, отримані після надання дозволу на екстрене використання препарату, не показали жодної клінічно значущої користі від бамланівімабу.
9 листопада 2020 року бамланавімаб отримав дозвіл FDA на екстрене використання в США для лікування коронавірусної хвороби легкої та середньої тяжкості у дорослих і підлітків. Бамланівімаб схвалений для застосування в осіб віком старших 12 років з вагою не менше 40 кілограмів із позитивним результатом безпосереднього вірусного тестування на SARS-CoV-2, та які мають високий ризик розвитку тяжкої форми хвороби, включаючи госпіталізацію. До цього переліку входять також особи віком 65 років і старші, або які мають важкі хронічні хвороби.
16 квітня FDA скасувала дозвіл на екстрене використання бамланівімабу для монотерапії хворих COVID-19 легкого та середнього ступеня тяжкості, як дорослих, так і дітей віком від 12 років.

### Бамланівімаб/етезевімаб
9 лютого 2021 року FDA видав дозвіл на екстрене використання бамланівімабу та етезевімабу, комбінація яких може застосовуватися для лікування коронавірусної хвороби легкої та середньої тяжкості в осіб віком старших 12 років з вагою не менше 40 кілограмів із позитивним результатом безпосереднього вірусного тестування на SARS-CoV-2, та які мають високий ризик розвитку тяжкої форми хвороби. Дозволено застосування цієї комбінації хворим старшим 65 років та хворим, які мають важкі хронічні хвороби.
1 лютого 2021 року комітет лікарських препаратів для людей Європейського агентства з лікарських засобів розпочав розгляд загальних даних щодо ефективності застосування моноклональних антитіл касиривімабу/імдевімабу, бамланівімабу/етезевімабу та бамланівімабу для лікування COVID-19.

## Виробництво
28 жовтня 2020 року компанія «Eli Lilly and Company» повідомила, що уклала угоду з урядом США про постачання 300 тисяч флаконів бамланівімабу по 700 мг діючої речовини за ціною 375 мільйонів доларів США.